# Papiro 87

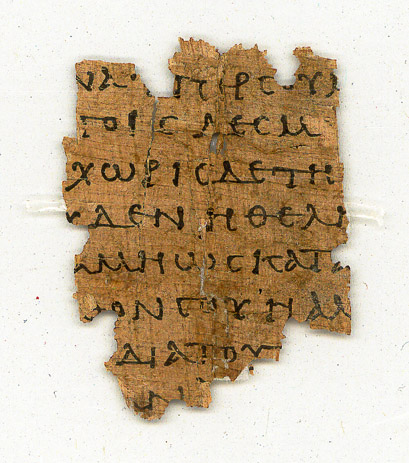
Recto del ^{87} con un fragmento de Filemón

El Papiro 87 (en la numeración Gregory-Aland), designado como {\displaystyle {\mathfrak {P}}}87, es un antiguo papiro del Nuevo Testamento. Es el manuscrito más antiguo que se conoce de la Epístola a Filemón. El texto de Filemón que sobrevive son los versículos 13-15, 24-25. 

## Descripción
Se conserva un solo fragmento de la carta a Filemón (13-15.24-25). El tamaño de la hoja era aproximadamente de 15 a 20 cm. El texto está escrito en 24 líneas por página, el escriba tenía un sistema de escritura en la redacción de documentos.
El manuscrito ha sido asignado paleográficamente a principios del siglo III (o finales del siglo II). Este contienen los nombres sagrados con abreviaturas.
Según Aland, este es el manuscrito más antiguo de la Carta a Filemón. Comfort lo incluyó en un grupo.

## Texto
El texto griego de este códice es una representación del tipo textual alejandrino (o más bien protoalexandrino). Aland lo ascribió como un "texto normal", y lo ubicó en la Categoría I.

## Historia
Se desconoce el lugar de procedencia del manuscrito. El texto fue publicado en 1984. Aland lo ubicó en el grupo de manuscritos del Nuevo Testamento, en el grupo de los papiros, asignándole el número 87.
El manuscrito está fechado por el INTF al siglo III. Comfort lo dató a mediados del siglo II, porque paleográficamente es cercano al Chester Beatty II y por el otro lado al P. Oxy. 841 (120-130 años).
Se cita en las ediciones críticas del Nuevo Testamento (NA27).
Actualmente está guardado en la Universidad de Colonia (P. Col. theol. 12) en Colonia.

## Lectura adicional
- C. Römer, Kölner Papyri 4, Papyrologica Colonensia 7 (Colonia: 1984), pp. 28-31.
- K. Wachtel, K. Witte, Das Neue Testament auf Papyrus II, Die Paulinischen Briefe, Teil II, Berlín 1994, S. LXIII-IV, P. 87.
- Comfort, Philip W.; David P. Barrett (2001). The Text of the Earliest New Testament Greek Manuscripts. Wheaton, Illinois: Tyndale House Publishers. pp. 617-618. ISBN 978-0-8423-5265-9.